# Bibliographia spelaeologica hungarica
A Bibliographia spelaeologica hungarica, a Magyar barlangtani bibliográfia egy részletekben megjelent, tematikus irodalomgyűjtemény, ami a Magyar Karszt- és Barlangkutató Társulat különböző kiadványaiban jelent meg, kivéve az első, Siegmeth Károly és Horusitzky Henrik által készített összeállítást, mert azt a Magyar Királyi Földtani Intézet kiadványában közölték.

## Leírása
Ezek az irodalomjegyzékek azokat a barlangtani vonatkozású írásokat közölték, amelyeket magyar nyelven írtak, tekintet nélkül arra, hogy milyen terület barlangjaira vonatkoznak és azokat, melyek kizárólag Magyarország barlangjaira vonatkoznak, tekintet nélkül arra, hogy milyen nyelven írták. Az 1955-ös év feldolgozásától kezdődően magyar karszt- és barlangtani bibliográfiák jelentek meg.

## Részei
- Siegmeth Károly – Horusitzky Henrik: A magyarországi barlangok s az ezekre vonatkozó adatok irodalmi jegyzéke. 1549–1913. A Magyar Királyi Földtani Intézet kiadványai, Bp., 1914. von. old. 25-68.

1549–1820: 43 tételt sorol fel
1821–1870: 114 tételt sorol fel
1871–1892: 245 tételt sorol fel
1893–1913: 267 tételt sorol fel
Összesen 669 tételt tartalmaz.
- Kadić Ottokár: Bibliographia spelaeologica hungarica. A magyar barlangtani irodalom jegyzéke (1914). Barlangkutatás, 1915. (3. köt.) 1. füz. 43-47. old.

1914: 83 tételt sorol fel
- Kadić Ottokár: A magyar barlangtani irodalom jegyzéke (1915.). Barlangkutatás, 1916. (4. köt.) 1. füz. 53-56. old.

1915: 54 tételt sorol fel
- Kadić Ottokár: A magyar barlangtani irodalom jegyzéke (1916.). Barlangkutatás, 1917. (5. köt.) 1. füz. 90-92. old.

1916: 46 tételt sorol fel
- Kadić Ottokár: A magyar barlangtani irodalom jegyzéke (1917.). Barlangkutatás, 1918. (6. köt.) 1-4. füz. 84-86. old.

1917: 36 tételt sorol fel
- Kadić Ottokár – Bokor Elemér: Bibliographia spelaeologica hungarica. Barlangkutatás, 1920. (8. köt.) 1-4. füz. 69-72. old.

1893–1913: 5 tételt sorol fel
1914: 6 tételt sorol fel
1916: 1 tételt közöl
1919: 12 tételt sorol fel
1920: 34 tételt sorol fel
Összesen 58 tételt tartalmaz.
- Bokor Elemér: Bibliographia spelaeologica hungarica. Barlangkutatás, 1921. (9. köt.) 1-4. füz. 62-64. old.

1821–1870: 2 tételt sorol fel
1871–1892: 18 tételt sorol fel
1893–1913: 3 tételt sorol fel
Összesen 23 tételt tartalmaz.
- Tasnádi Kubacska András: Bibliographia spelaeologica hungarica. A magyar barlangtani irodalom jegyzéke. Barlangkutatás, 1926–1927. (14-15. köt.) 1-4. füz. 115-126. old.

1549–1820: 1 tételt közöl
1821–1870: 3 tételt sorol fel
1871–1892: 6 tételt sorol fel
1893–1913: 4 tételt sorol fel
1915: 1 tételt közöl
1916: 1 tételt közöl
1917: 2 tételt sorol fel
1918: 26 tételt sorol fel
1919: 6 tételt sorol fel
1920: 3 tételt sorol fel
1921: 29 tételt sorol fel
1922: 18 tételt sorol fel
1923: 21 tételt sorol fel
1924: 18 tételt sorol fel
1925: 91 tételt sorol fel
1926: 68 tételt sorol fel
Összesen 298 tételt tartalmaz.
- Tasnádi Kubacska András: A magyar barlangtani irodalom jegyzéke. Bibliographia spelaeologica hungarica. Barlangvilág, 1932. (2. köt.) 1-2. füz. 26-30. old.

1549–1820: 46 tételt sorol fel
1821–1870: 24 tételt sorol fel
Összesen 70 tételt tartalmaz.
- Schőnviszky László: A magyar barlangtani irodalom jegyzéke. Barlangvilág, 1934. (4. köt.) 1. füz. 18-24. old.

1549–1820: 5 tételt sorol fel
1821–1870: 63 tételt sorol fel
1871–1892: 32 tételt sorol fel
1893–1913: 16 tételt sorol fel
1914: 5 tételt sorol fel
1917: 1 tételt közöl
1921: 1 tételt közöl
1922: 2 tételt sorol fel
1924: 3 tételt sorol fel
1925: 1 tételt közöl
Összesen 129 tételt tartalmaz.
- Kerekes József: Bibliographia spelaeologica hungarica. Barlangvilág, 1937. (7. köt.) 3-4. füz. 49-52. old.

1549–1820: 1 tételt közöl
1821–1870: 3 tételt sorol fel
1871–1892: 12 tételt sorol fel
1893–1913: 40 tételt sorol fel
Összesen 56 tételt tartalmaz.
- Kerekes József: Bibliographia spelaeologica hungarica. Barlangvilág, 1938. (8. köt.) 1-2. füz. 25-32. old.

1893–1913: 9 tételt sorol fel
1914: 15 tételt sorol fel
1915: 20 tételt sorol fel
1916: 7 tételt sorol fel
1917: 2 tételt sorol fel
1918: 2 tételt sorol fel
1919: 2 tételt sorol fel
1920: 10 tételt sorol fel
1922: 3 tételt sorol fel
1923: 2 tételt sorol fel
1924: 6 tételt sorol fel
1925: 4 tételt sorol fel
1926: 7 tételt sorol fel
1927: 63 tételt sorol fel
Összesen 152 tételt tartalmaz.
- Kerekes József: Bibliographia spelaeologica hungarica. Barlangvilág, 1941. (11. köt.) 1-4. füz. 39-48. old.

1927: 32 tételt sorol fel
1928: 54 tételt sorol fel
1929: 69 tételt sorol fel
1930: 68 tételt sorol fel
Összesen 223 tételt tartalmaz.
- Bertalan Károly – Schőnviszky László: Bibliographia spelaeologica hungarica. 1931–1935. Karszt- és Barlangkutatás, 1962. (Megjelent 1965-ben) (4. köt.) 87-131. old.

1931: 129 tételt sorol fel
1932: 161 tételt sorol fel
1933: 169 tételt sorol fel
1934: 188 tételt sorol fel
1935: 192 tételt sorol fel
Összesen 839 tételt tartalmaz.
- Bertalan Károly – Schőnviszky László: Bibliographia spelaeologica hungarica. 1936–1940. Karszt- és Barlangkutatás, 1963–1967. (Megjelent 1968-ban) (5. köt.) 139-182. old.

1936: 182 tételt sorol fel
1937: 173 tételt sorol fel
1938: 173 tételt sorol fel
1939: 170 tételt sorol fel
1940: 153 tételt sorol fel
Összesen 851 tételt tartalmaz.
- Bertalan Károly – Schőnviszky László: Bibliographia spelaeologica hungarica. 1941–1945. Karszt- és Barlangkutatás, 1968–1971. (Megjelent 1971-ben) (6. köt.) 131-177. old.

1941: 155 tételt sorol fel
1942: 190 tételt sorol fel
1943: 227 tételt sorol fel
1944: 150 tételt sorol fel
1945: 10 tételt sorol fel
Összesen 732 tételt tartalmaz.
- Bertalan Károly – Schőnviszky László: Bibliographia spelaeologica hungarica. Addenda et corrigenda. (Kiegészítések és helyesbítések). 1691–1943. Karszt- és Barlangkutatás, 1972. (Megjelent 1973-ban) (7. köt.) 167-181. old.

1549–1820: 7 tételt sorol fel
1821–1870: 55 tételt sorol fel
1871–1892: 21 tételt sorol fel
1893–1913: 16 tételt sorol fel
1918: 2 tételt közöl
1926: 1 tételt közöl
1927: 1 tételt közöl
1928: 1 tételt közöl
1929: 3 tételt közöl
1930: 1 tételt közöl
1931: 1 tételt közöl
1933: 2 tételt közöl
1941: 1 tételt közöl
1942: 1 tételt közöl
1943: 1 tételt közöl
Összesen 114 tételt tartalmaz és egy helyesbítést.
- Bertalan Károly – Schőnviszky László: Bibliographia spelaeologica hungarica. Register (Mutatók). 1931–1945. Karszt- és Barlangkutatás, 1973–1974. (Megjelent 1976-ban) (8. köt.) 147-260. old.

Az 1931–1945 közötti bibliográfiák szerzői és barlangi névmutatója a „Kiegészítések és helyesbítésekben” közölt tételek nem kerültek feldolgozásra. 2422 tétel mutatóját közli.
- Schőnviszky László – Bertalan Károly: Bibliographia spelaeologica hungarica. 1971. Karszt- és Barlangkutatási Tájékoztató, 1973. 4. füz. 20-77. old.

1971: 554 tételt sorol fel.

## Összesítés
A nyomtatásban megjelent irodalomjegyzékeket összesítve összesen 4433 tétel került feldolgozásra.
Időszaki, évi megosztás
- 1549–1820: 103 db
- 1821–1870: 264 db
- 1871–1892: 334 db
- 1893–1913: 360 db
- 1914: 109 db
- 1915: 75 db
- 1916: 55 db
- 1917: 41 db
- 1918: 30 db
- 1919: 20 db
- 1920: 47 db
- 1921: 30 db
- 1922: 23 db
- 1923: 23 db
- 1924: 27 db
- 1925: 96 db
- 1926: 76 db
- 1927: 96 db
- 1928: 55 db
- 1929: 72 db
- 1930: 69 db
- 1931: 130 db
- 1932: 161 db
- 1933: 171 db
- 1934: 188 db
- 1935: 192 db
- 1936: 182 db
- 1937: 173 db
- 1938: 173 db
- 1939: 170 db
- 1940: 153 db
- 1941: 156 db
- 1942: 191 db
- 1943: 228 db
- 1944: 150 db
- 1945: 10 db
- 1971: 554 db